# Hussein al-Husseini
Hussein al-Husseini, (en arabe: حسين الحسيني), mort en janvier 1918, est un maire de Jérusalem quand la Palestine était un territoire dominé par l'Empire ottoman.

## Biographie
Hussein al-Husseini naquit au sein de la famille al-Husseini qui donna plusieurs maires à la ville de Jérusalem. Son père, Salim al-Husseini fut maire de cette ville tout comme son frère, Moussa Qazem al-Husseini.
Hussein al-Husseini administra la ville de Jérusalem de 1909 à 1917. Sous son administration, la ville réalisa de nombreuses rénovations telles que le pavage des rues et la propreté générale de la ville.
Dans un entretien publié dans le journal égyptien Al-Iqdam en mars 1914, Hussein al-Husseini a souligné la distinction qu'il faisait entre le sionisme, qui selon lui, ne semblait pas être une menace pour la Palestine et l'immigration de colons juifs qui représentait une réelle menace pour le peuple palestinien. Ainsi il recommanda à la population palestinienne de s'opposer à la vente de terres arabes aux immigrants juifs.

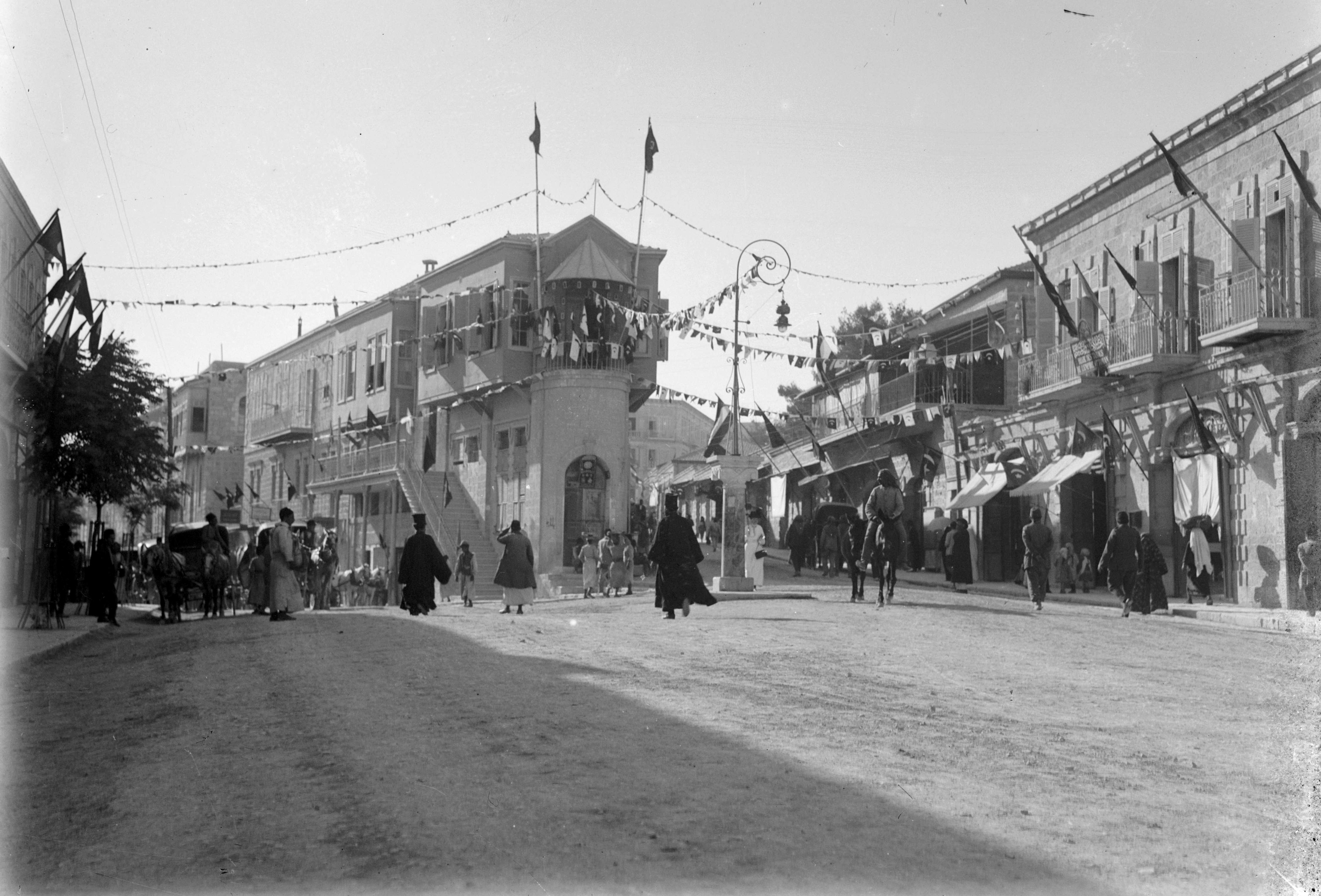
Jérusalem pavoisée pour l'anniversaire du sultan Mehmed V, avril 1917

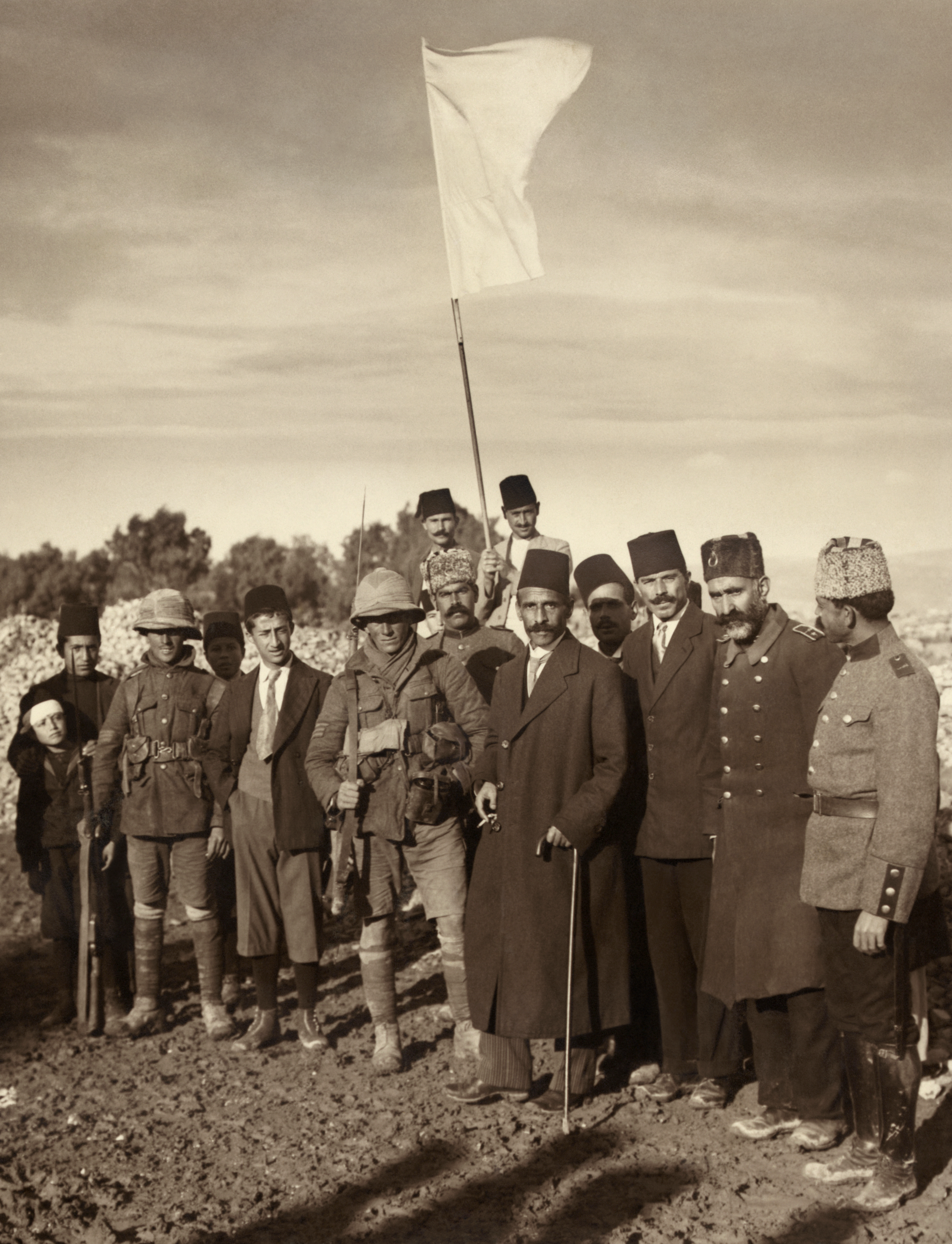
Sous le drapeau blanc, Hussein al-Husseini présente la reddition de la ville aux Britanniques le 9 décembre 1917

Partisan néanmoins du dialogue avec la communauté juive, Hussein al-Husseini a promu la compréhension judéo-arabe. Il contribua à favoriser la coopération entre les communautés musulmane, juive et chrétienne dans le but de tenter de réaliser une alternative "post-ottomane".
Le 9 décembre 1917, lors de la prise de Jérusalem par les troupes anglaises, Hussein al-Husseini vint remettre les clés de la ville au général Edmund Allenby qui y fit son entrée solennelle le 11 décembre. Jérusalem passa sous la loi martiale avant de devenir la capitale du mandat britannique sur la Palestine.
Il laisse la place à son successeur Aref al-Dajani qui assuma cette charge pendant une année avant d'être remplacé par Moussa Qazem al-Husseini, frère de Hussein al-Husseini.
Moins d'un mois plus tard, il mourut en janvier 1918.
Al-Husseini a également été le fondateur et le directeur de la Société du Croissant-Rouge palestinien, créé en 1915.